# Golemani Peak
Der Golemani Peak (englisch; bulgarisch връх Големани wrach Golemani) ist ein 2800 m hoher Berg im westantarktischen Ellsworthland. In den Bangey Heights im nordzentralen Teil der Sentinel Range des Ellsworthgebirges ragt er 3,23 km nördlich des Bezden Peak, 6,17 km nordöstlich des Mount Todd, 7,87 km südöstlich des Mount Goldthwait, 5,06 km südsüdwestlich des Mount Schmid und 12,17 km westnordwestlich des Zimornitsa Peak auf. Der Patlejna-Gletscher liegt südwestlich von ihm.
US-amerikanische Wissenschaftler kartierten ihn 1988. Die bulgarische Kommission für Antarktische Geographische Namen benannte ihn 2011 nach den Ortschaften Golemani und Golemanite im Norden Bulgariens.